# فيرييا
فيرييا (بالروسية: Верея) هي إحدى مدن روسيا في الكيان الفدرالي الروسي موسكو أوبلاست.

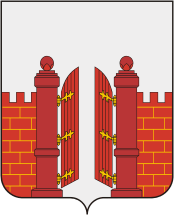
شعار مدينة فيرييا.

## أعلام
- يوهان فردريش آدم.